# BLUE IN GREEN
『BLUE IN GREEN』（ブルー・イン・グリーン）は、2021年10月2日からJ-WAVEで放送されているラジオ番組。

## 概要
『GREENROOM FESTIVAL』などのイベントを主催する株式会社GREENROOMとJ-WAVEが共同企画した土曜午後のワイド番組。ナビゲーターはモデルの甲斐まりかが務めている。
良質な生活の提案をコンセプトにしたこの番組は、毎回土曜午後にふさわしいと考える音楽やカルチャーを取り上げている。また、『NISSUI PEACEFUL BLUE』や『ENEOS FOR OUR EARTH -ONE BY ONE-』といったSDGs関連の話題を取り扱うコーナーも複数設けている。GREENROOMが関与する音楽イベントやミュージシャンなどとのコラボレーション企画も実施している。
当初は土曜12時から16時まで放送の4時間番組であったが、15時台で『NTT Group BIBLIOTHECA 〜THE WEEKEND LIBRARY〜』がスタートしてからは3時間の枠で放送されている。

## 放送時間
以下の時間は日本標準時に基づく。
- 土曜 12:00 - 16:00（2021年10月2日 - 2022年3月26日）
- 土曜 12:00 - 15:00（2022年4月2日 - ）

## コーナー

### 放送中のコーナー
- 12:15 - 12:25 NISSUI PEACEFUL BLUE（担当：甲斐まりか） - 前番組『SEASONS』から引き続き実施。
- 12:30 - 12:40 MON CAFÉ FAV STYLE（担当：甲斐まりか） - 前番組『SEASONS』から引き続き実施。
- 12:55 - 13:15 SENSE OF ROOM（担当：甲斐まりか）
- 13:30 - 13:50 JUN THE CULTURE（担当：藤原ヒロシ） - 前番組『SEASONS』から引き続き実施。
- 14:00 - 14:30 ENEOS FOR OUR EARTH -ONE BY ONE-（担当：堀田茜）[注釈 1]
- 14:38 - 14:48 Jeep FINDING CAMP（担当：甲斐まりか）[注釈 2]

### 途中で終了したコーナー
- HEAVEN'S DELIGHT[5]
- LIFE WITH GROOVE[6]（担当：甲斐まりか）
- CRAFTSMANSHIP[7]
- SanDisk WORLD'S DELIGHT[8]
- MUSIC TRAVELERS[9]